# Ioannis Papapetrou
Ioannis Papapetrou (en griego, Ιωάννης Παπαπέτρου, Patras; 30 de marzo de 1994) es un baloncestista griego que pertenece a la plantilla del Panathinaikos BC de la A1 Ethniki de Grecia. Con 2,06 metros de estatura, juega indistintamente en las posiciones de alero o ala-pívot.

## Trayectoria deportiva

### Primeros años y universidad
Comenzó a jugar a baloncesto en las categorías inferiores del Ilisiakos BC, de donde marchó a Estados Unidos para jugar sus dos últimos años de instituto en la Florida Air Academy de Melbourne (Florida).
Jugó un año con los Longhorns de la Universidad de Texas, en la que promedió 8,3 puntos, 4,4 rebotes y 1,2 asistencias por partido.

### Profesional
Regresó a su país, y en agosto de 2013 firmó un contrato por cinco temporadas con el Olympiacos B.C.. Ganó la liga en 2015 y en 2016, siendo elegido ese año como Mejor jugador joven de la A1 Ethniki, tras promediar 7,2 puntos y 3,4 rebotes por partido.
El 8 de julio de 2018, rechaza la propuesta de renovación ofrecida por el Olympiacos B.C. y se convierte en agente libre, fichando dos días después por el eterno rival, el Panathinaikos BC por tres años.
El 19 de julio de 2022, firma por dos temporadas con el KK Partizan serbio, del entrenador Željko Obradović. Esa temporada gana la ABA League, y en julio de 2023 rescinde su contrato.
El 12 de julio de 2023, regresa al Panathinaikos, por dos temporadas.

### Selección nacional
Toliopoulos es un fijo en la selección griega desde las categorías inferiores, habiendo participado en campeonatos continentales en sub-16, sub-18 y sub-20. Desde 2016 es integrante de la selección absoluta, habiendo participado en el Preolímpico que daba acceso a los Juegos de Río de Janeiro. Promedió 7,0 puntos y 4,5 rebotes en los dos partidos que jugó.
En septiembre de 2022 disputó con el combinado absoluto griego el EuroBasket 2022, finalizando en quinta posición.
Durante agosto y septiembre de 2023 fue integrante de la selección de Grecia que participó en el Mundial de 2023 celebrado en Asia, y que finalizó en decimoquinto lugar.